# Joseph Techener
Jacques-Joseph Techener est un bibliophile, marchand-libraire d'ancien et libraire-éditeur français né à Orges (Haute-Marne) le 30 mars 1802 et mort à Neuilly-sur-Seine le 10 juin 1873.

## Biographie
Fils de Joseph Techener (vers 1769-1813), médecin autrichien naturalisé français et installé à Orges, Jacques-Joseph Techener, aîné d'une fratrie de cinq enfants, commença ses études au collège de Langres. Il perdit son père à l'âge de onze ans et dut très tôt subvenir aux besoins de son existence. Aidé par un oncle maternel, le jeune Techener monta à Paris où il serait d'abord entré dans l'important cabinet de lecture connu sous le nom de « Cercle encyclopédique » ou « Cercle littéraire encyclopédique », fondé par Thomas Aurore Armand Martainville-Delaage, libraire au Palais-Royal (nos 86, 87, 88) depuis 1812. Il fut ensuite employé comme commis chez le libraire d'ancien Jean-François Royez.
En août 1827, il s'établit à son compte dans une librairie ouverte au no 12 de la place de la Colonnade-du-Louvre, qui fut transférée, vers 1855, au no 52 de la rue de l'Arbre-Sec. La librairie historique d'ouvrages, journaux, caricatures, autographes, etc. relatifs à la Révolution, succursale de la maison Techener, fut ouverte au no 4 Place de l'Oratoire (Paris). François Noël Thibault (1805-1890), dit Noël France, d’origine paysanne, caporal licencié du 4e régiment d’infanterie de la garde royale (1830) et futur père d'Anatole France, qui était entré chez le libraire-éditeur comme commis, dirigea cette annexe pour le compte de Techener en 1838. Il s'en rendit acquéreur en 1839, renomma l'établissement Librairie politique ancienne et moderne de France et le transféra en 1840 dans l’immeuble voisin no 6,.
Joseph Techener fut le fondateur, avec Charles Nodier (1780-1844) du Bulletin du bibliophile, en 1834. Il a publié une Histoire de la bibliophilie (1861-63).
Son fils et successeur Léon Techener (1832-1888) lui dédia son ouvrage Bibliothèque Champenoise (1886, réimprimé en 1972), dans la préface duquel il inséra une Notice sur Jacques-Joseph Techener, par M. S. de Sacy et le Discours prononcé le 12 juin 1873, sur la tombe de J.-J. Techener, par M. Paul Lacroix.